# 尤因塔国家森林
尤因塔国家森林是一座美国国家森林，位于犹他州中北部。

## 历史
该森林原先是1897年2月2日，格罗弗·克利夫兰设立的尤因塔森林保护区（Uinta Forest Reserve）的一部分，名自尤特语“Yoov-we-teuh”，意味“松树林”。但由于常年边界线的变动，如今猶因塔山脈位于盐湖城内的瓦萨奇-卡什国家森林内。2007年8月，尤因塔国家森林被宣布与瓦萨奇-卡什国家森林合并。